# ジェラルド・ヘンダーソン・ジュニア
ジェラルド・ヘンダーソン（Jerome McKinley Henderson, Jr.、1987年12月9日 - ）は、アメリカ合衆国ペンシルベニア州メリオン出身のバスケットボール選手。NBAのシャーロット・ホーネッツなどに所属していた。身長196cm、体重98kg。ポジションはシューティングガード。

## 経歴

### カレッジ
デューク大学

### NBA
2009年1巡目 12位でシャーロット・ボブキャッツに指名され、NBAプレーヤーとなった。

#### ボブキャッツ/ホーネッツ
2014年、4年ぶり、チーム2回目のプレーオフに進出に貢献した。

#### ポートランド・トレイルブレイザーズ
2015年6月24日、ニコラス・バトゥムとの交換で、ノア・ヴォンレーと共にポートランド・トレイルブレイザーズに移籍した。

#### フィラデルフィア・76ers
2016年7月5日、フィラデルフィア・76ersと2年1800万ドルで契約したものの、2016-17シーズン終了後に解雇。2017年8月2日、股関節の手術の為に2017-18シーズンはプレー出来ないと報じられた。

## その他
- ボストン・セルティックスで2度、デトロイト・ピストンズで1度チャンピオンとなったジェラルド・ヘンダーソンは父。
- 本名は"ジェローム・マッキンリー・ヘンダーソン・ジュニア" (Jerome McKinley Henderson, Jr.) だが、父と同じ"ジェラルド・ヘンダーソン"という名前を名乗っている。